# Calephelis braziliensis
Calephelis braziliensis är en fjärilsart som beskrevs av Mcalpine 1971. Calephelis braziliensis ingår i släktet Calephelis och familjen Riodinidae. Inga underarter finns listade i Catalogue of Life.